# 灰桤木
灰桤木（学名：Alnus incana）是桦木科桤木属的一种乔木，广泛分布于北半球寒冷地带。

## 描述
灰桤木为一种小型至中型乔木，高15至20米，树皮光滑呈灰色，树龄可达60至100年。卵形叶，叶色不光亮，5至11厘米长、4至8厘米宽。葇荑花序，先花后叶，雄花下垂、5至10厘米长，雌花在深秋成熟，约1.5厘米长、1厘米宽。种子小而呈浅褐色，1至2毫米长，带有薄的环形种子翼。

## 分类
灰桤木可以分为四至六个亚种，其中有些也被划为单独种：
- 指名亚种 Alnus incana subsp. incana：分布于欧洲北部、亚洲西北部，以及欧洲中南部山地，主要包括阿尔卑斯山脉、喀尔巴阡山脉、高加索山脉
- 辽东亚种 Alnus incana subsp. hirsuta (Spach) Á. & D.Löve (=A. hirsuta Spach)：分布于东北亚与中亚山地
- Alnus incana subsp. kolaensis (N.I.Orlova) Á. & D.Löve.：分布于欧洲东北部亚寒带气候
- Alnus incana subsp. oblongifolia (=Alnus oblongifolia)：分布于北美洲西南部马德雷天空群岛（英语：Madrean Sky Islands），位于亚利桑那州、新墨西哥州与墨西哥西北部
- Alnus incana subsp. rugosa (Du Roi) R.T.Clausen (=A. rugosa Du Roi)：加拿大大部分林木线以下地区以及美国东北部
- Alnus incana subsp. tenuifolia (Nutt.) Breitung (=A. tenuifolia Nutt.)：北美洲西部，包括新墨西哥州至加利福尼亚州与阿拉斯加州[3]